# Lycée Claude Debussy
Lycée Claude Debussy (česky „lyceum Clauda Debussyho“) v Saint-Germain-en-Laye ve Francii byla původně střední škola pro dívky. Kromě francouzských studentek zde vystudovalo a odmaturovalo několik desítek studentek z Československa, jimž Francie poskytla v rámci československo-francouzských dohod o spolupráci tříleté stipendium. Po roce 1973, kdy zde československá sekce zanikla, lyceum krátce existovalo jako smíšené, dokud nebylo úplně zrušeno. Jeho rozsáhlý areál v ulici Alexandra Dumase č. 24, kde byly ve velkém parku různé objekty, se rozpadl na několik parcel. V někdejším internátě je Centre Greta, středisko pro vzdělávání dospělých, ve školní budově zůstala základní škola (Collège Claude Debussy).

## Historie československé saint-germainské dívčí sekce
Po první světové válce byla snaha vymanit se z rakouského (potažmo německého) vlivu, a to i v oblasti vzdělávání. Byla podporována výuka dalších jazyků, velké naděje byly vkládány do francouzštiny. Francie byla myšlence nakloněna a zavázala se Československu pomoci při výchově nových elit. Na středních školách byla posílena výuka francouzštiny, vznikl Francouzský institut v Praze, ve Francii byly založeny československé sekce. První v Lycée Carnot v Dijonu, další v Lycée Daudet v Nîmes, což byly školy původně chlapecké. 
Dívky dostaly šanci až v roce 1923, kdy byla zřízena československá sekce na dívčím Lycée Claude Debussy v Saint-Germain-en-Laye. Existovala do roku 1939, krátce fungovala v letech 1946–1948, a nakrátko byla otevřena koncem šedesátých let. V letech 1967–1969 získalo tříleté francouzské stipendium 36 dívek. (Na úrovni krajů, jichž bylo deset, dále v Praze a v Bratislavě, které měly status kraje, proběhly konkursy, na jejichž základě francouzsko-česká komise vybrala dvanáct dívek pro Lycée Claude Debussy, a dvanáct chlapců pro Lycée Carnot.)
Za normalizace Československo ztratilo zájem o vysílání studentů do Francie, dívčí sekce na Lycée Claude Debussy byla zrušena úplně, oficiálně z důvodů nedostatečného hygienického zázemí. Sekce na ostatních lyceích byly po roce 1989 obnoveny a možnost tříletého stipendijního pobytu zůstává. V souvislosti s decentralizací francouzského školství však  došlo ke značným změnám v organizaci konkurzů i financování pobytů, sílí tlak na spoluúčast českého státu a samotných studentů.